# David O'Connor
David O'Connor, född den 18 januari 1962 i Washington, District of Columbia, är en amerikansk ryttare.
Han tog OS-brons i lagtävlingen i fälttävlan i samband med de olympiska ridsporttävlingarna 2000 i Sydney.